# Karunki

Wappen der ehemaligen Gemeinde Karunki

Karunki [ˈkɑruŋki] (schwedisch Karungi) ist ein Dorf im Stadtgebiet von Tornio im Norden Finnlands. Bis 1973 bildete Karunki eine eigene Gemeinde, die den Nordteil des heutigen Stadtgebiets von Tornio umfasste.

## Geografie
Karunki liegt im ländlich geprägten Nordteil Tornios um Ufer des Flusses Tornionjoki (Torne älv). An der Stelle von Karunki ist der Tornionjoki seeartig erweitert. Am gegenüberliegenden schwedischen Ufer liegt der gleichnamige Ort Karungi. Im statistischen Gebiet Karunki leben rund 650 Menschen. Das ehemalige Kirchdorf Karunki ist dank der dort ansässigen Dienstleistungen (Geschäfte, Bank, Tankstelle) nach wie vor ein Zentrum für die umliegenden Dörfer.

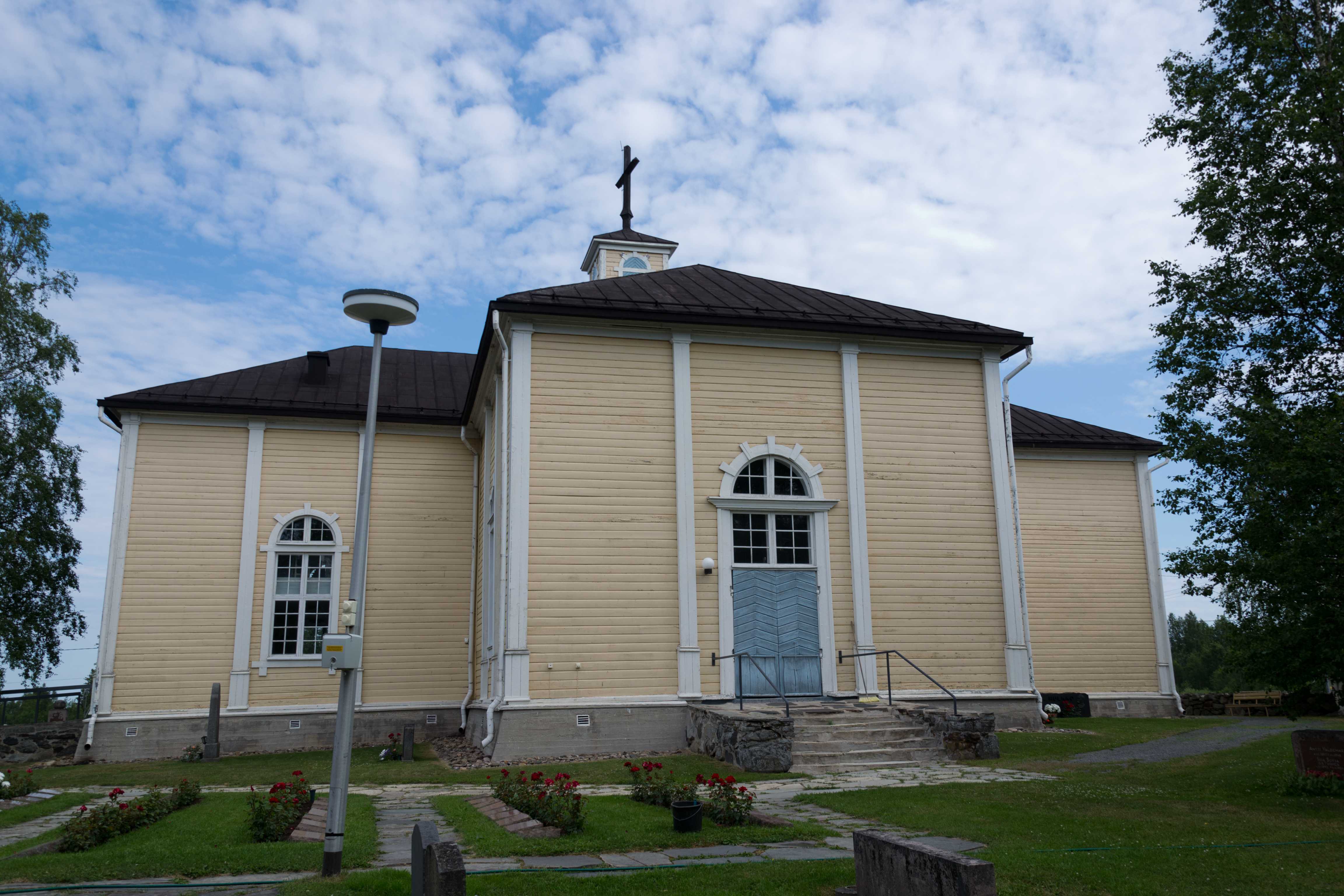
Kirche in Karunki

## Geschichte
Während der Zugehörigkeit des heutigen Finnland zu Schweden bildeten die zwei Ortschaften beiderseits des Tornionjoki ein einheitliches Dorf. Ursprünglich gehörte der Ort zum Kirchspiel Alatornio, aus dem es 1745 als Kapellengemeinde gelöst wurde. Als 1809 im Vertrag von Fredrikshamn der Tornionjoki als Grenze zwischen Schweden und dem zu Russland gehörenden Großfürstentum Finnland festgelegt wurde, wurde Karunki in einen schwedischen und finnischen Teil geteilt. 1815–1817 erhielt das finnische Karunki eine eigene Kirche. 1973 wurde die Gemeinde Karunki zusammen mit Alatornio in die Stadt Tornio eingemeindet.

## Verkehr
Vom 1. Januar 1923 bis 28. Mai 1967 hatte Karungi einen Personenhalt an der Bahnstrecke Tornio–Kolari, als Güterverkehrsstelle wurde der Bahnhof am 4. Dezember 2003 geschlossen.